# Víctor Mollejo
Víctor Mollejo Carpintero (* 21. Januar 2001 in Alcázar de San Juan) ist ein spanischer Fußballspieler, der aktuell als Leihspieler von Atlético Madrid bei Real Saragossa in der Segunda Division unter Vertrag steht. Aufgrund seines krankheitsbedingten Haarausfalls ist er als Pelado (Glatze) bekannt.

## Karriere

### Verein
Mollejo wuchs in La Villa de Don Fadrique, Toledo auf, wo er im Alter von fünf Jahren beim lokalen Amateurverein CD Villa Don Fadrique mit dem Fußballspielen begann. Mit elf wechselte er in die Jugend von Atlético Madrid. Dort drang er durch diverse Jugendauswahlen zur Saison 2018/19 in die B-Mannschaft vor. Sein professionelles Debüt in der Segunda División B gab er am 26. August 2018 (1. Spieltag) beim 1:1-Unentschieden gegen die AD Unión Adarve. Einen Monat später traf er beim 4:2-Auswärtssieg gegen den CDA Navalcarnero erstmals für Atlético B.
Am 19. Januar 2019 (20. Spieltag) debütierte Mollejo für die erste Mannschaft in der LaLiga, als er beim 3:0-Auswärtssieg gegen die SD Huesca in der zweiten Halbzeit für Koke eingewechselt wurde. In dieser Spielzeit 2018/19 kam er in vier Ligaspielen der ersten Mannschaft zum Einsatz, während er in der Reservemannschaft in 30 Einsätzen sechs Tore erzielte. Außerdem spielte er in der UEFA Youth League 2018/19 für die U19 und traf in sechs Einsätzen viermal.
Am 2. September 2019 wechselte er in einem einjährigen Leihgeschäft zum Zweitligisten Deportivo La Coruña. Dort debütierte er vier Tage später (4. Spieltag) bei der 0:1-Heimniederlage gegen Albacete Balompié. Bereits zwei Wochen später traf er beim 3:3-Unentschieden gegen den CD Numancia erstmals für Dépor. Insgesamt stand er für Dépor in der Spielzeit 2019/20 in 35 Ligaspielen auf dem Spielfeld, in denen er sechs Tore erzielte und vier Vorlagen beisteuerte. Dennoch konnte er den Abstieg des einstigen spanischen Meisters nicht verhindern und kehrte nach Saisonende wieder zu Atlético Madrid zurück.
Am 5. Oktober 2020 wechselte Mollejo für die gesamte Saison 2020/21 auf Leihbasis zum Ligakonkurrenten und Lokalrivalen FC Getafe. Im Januar 2021 wurde die Leihe vorzeitig beendet und der Spieler an den RCD Mallorca weiterverliehen. In der Saison 2021/22 war er an CD Teneriffa ausgeliehen. 2022/23 spielt er auf Leihbasis bei Real Saragossa.

### Nationalmannschaft
Mit der spanischen U17-Nationalmannschaft nahm Víctor Mollejo an der U17-Europameisterschaft 2018 in England teil, wo er in drei Spielen zum Einsatz kam.
Für die U19-Europameisterschaft 2019 in Armenien wurde er in den Kader der U19 berufen. Spanien gewann das Turnier und Mollejo kam in allen fünf Spielen zum Einsatz, in denen er ein Tor erzielte.

## Erfolge
- U19-Europameister: 2019

## Privates
Mollejo leidet seit seinem 9. Lebensjahr an Alopecia areata, krankhaftem Haarausfall. Seitdem trägt Mollejo eine Glatze und wird deshalb auch als Pelado (Glatze) bezeichnet.